# ジョージ・モンソン
ジョージ・モンソン (George S. Monson) は、アメリカの歯学者、歯科医師。1920年にモンソンの球面学説を唱えたことで知られる。

## 略歴
- 1918年モンソン咬合器を開発する。
- 1920年モンソンの球面学説を唱える。